# Bandounga
Bandounga est un village de la commune de Tonga dans la région de l'Ouest Cameroun, en 'pays' Bamiléké. Il est le siège de l'unique chefferie traditionnelle de 2e degré
de l'arrondissement de Tonga. Ces un grand centre culturel bamileke étant la première zone de production de riz dans la région de l’ouest Cameroun

## Géographie
Le village est situé sur la route D62 à 21 km à l'ouest du chef-lieu communal Tonga.

## Situation
Bandounga est situé dans le Ndé.

## Chefferie traditionnelle

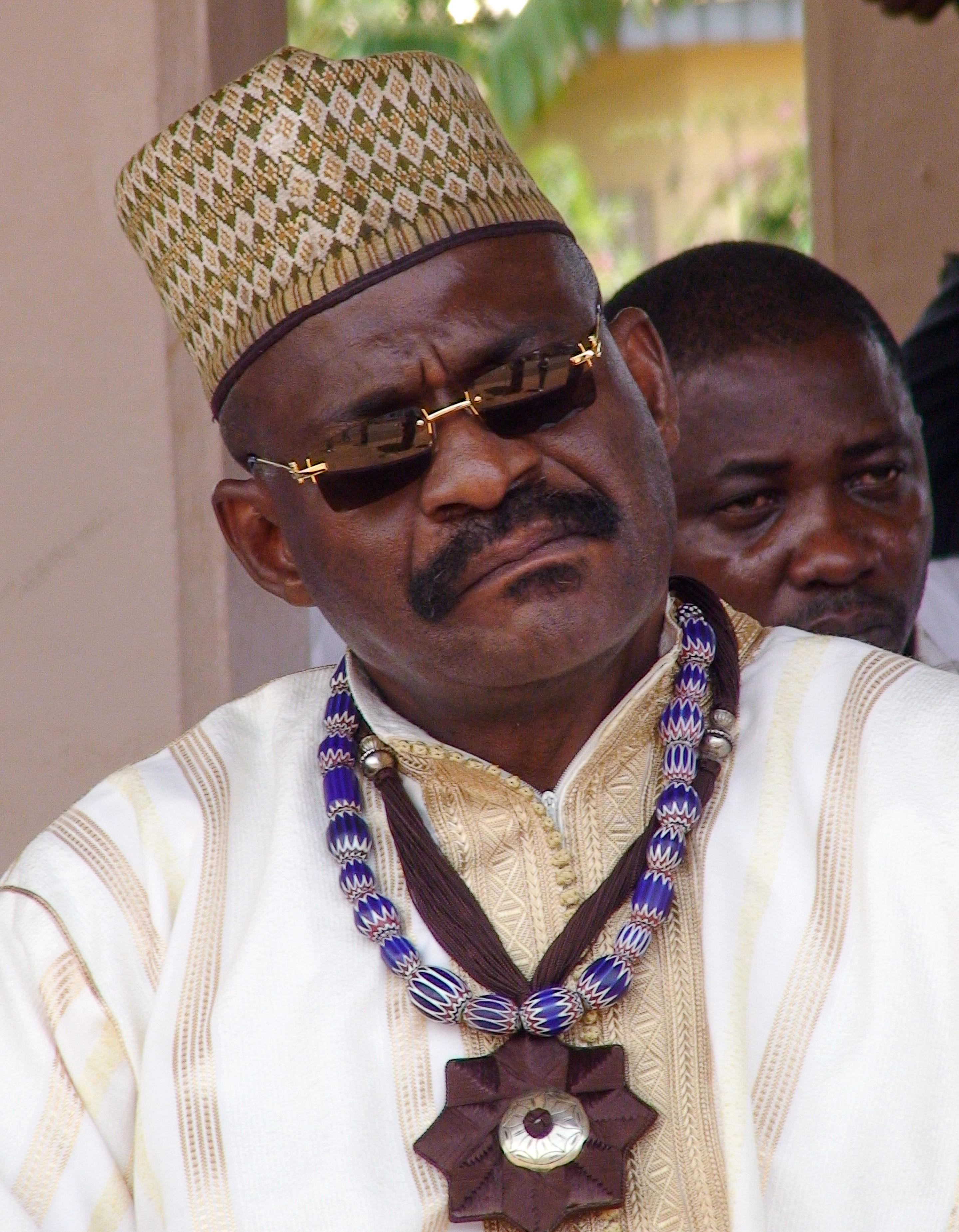
Roi de Bandounga

La localité est le siège de l'une des 10 chefferies traditionnelles de 2e degré du département du Ndé  reconnues par le ministère de l'administration du territoire et de la décentralisation :
- 734[Quoi ?] : Chefferie Bandounga

## Personnalités nées à Bandounga
- Antoine Ntalou (1940-), archevêque émérite de Garoua